# История освоения минеральных ресурсов Таджикистана
Начало добычи полезных ископаемых на территории Таджикистана датируется палеолитом и связано с использованием кремня для изготовления первобытных орудий труда и бытовых предметов (наконечники стрел, кремнёвые ножи и т. д.). Разработка залежей кремня велась на выходе коренных пород, о чём свидетельствуют многочисленные археологические находки. В конце палеолита уже добывали около десяти различных минералов, в том числе каменную соль, известняк, яшму, драгоценные камни, строительные материалы и др.
Добыча металлических руд начинается с неолита, тогда же появляются первые плавильные мастерские. Для выплавки бронзы использовали, в основном, окисленные руды меди, олова или сурьмы. Добыча золотых руд и лазурита в Дарвазе и Бадахшане известна с III тыс. до н. э. Развитие горного дела наблюдается с образованием древних государств Бактрия и Согдиана (I тыс. до н. э.).
Расцвета горный промысел достиг в IX—XII вв., о чём свидетельствуют признаки металлургического производства и старых горных выработок в горах Карамазора (Большой Конимансур, рудник «Мансура») и в ущелье Кондар (серебряный рудник «Конинукра»). Древние выработки найдены также в Дарваза (т. н. «рубиновая гора» — Кухилал, ущелье лазурита Ляджвардара).
Технология добычи руды и получения металла включала: строительство котлованов, проходку штолен, склонов, шурфов (иногда глубиной до 200 м), огневую и клино-молотковую отбойки; поддержку кровли целиками, деревянными стойками и рамами, доставку руды кожаными мешками, волокушами, естественную вентиляцию выработок, освещение лучиной, водоотлив; сортировку-обогащение, измельчение, плавку в открытых печах.
Добыча золотоносного песка велась промывкой его на шкурах животных по долинам рек Зеравшан, Сауксай, Пяндж и в горах Дарваза. Интенсивно разрабатывались строительные камни, минеральные краски, стеклянное сырье и другие ископаемые. Уникальные горные работы велись на Акджилгинском рудном поле Памира на высоте 4-5 тыс. м. Площадь отдельных камер достигала 300 м², количество карьеров и шурфов исчислялось сотнями.
В XIII—XIX вв. горное дело в Таджикистане пришло в упадок. Промышленные разработки угля, нефти и рассыпного золота возобновили только в конце XIX-начале XX вв. Новый подъем в развитии горного дела наблюдается с середины 1920-х годов. Основными объектами добычи становятся уголь (Зеравшанская долина, 1870 г., Шурабское месторождение, 1882 г.), нефть (Сельхоро, 1909 г.), газ (Кызыл-Тумшук, 1964 г.), руды цветных металлов (Северный и Центральный Таджикистан, 1930-е годы).
В конце XX в. кадастр разведанных месторождений включал более 350 месторождений 47 видов минерального сырья: нефти, газа, угля, руд черных, цветных, редких и благородных металлов, горнохимического и нерудного индустриального сырья, различных нерудных строительных материалов, поделочных, драгоценных и полудрагоценных камней (лазурита, аметиста, бирюзы) и проч. По запасам серебра, свинца, бора Таджикистан занимает ведущее место среди стран СНГ. В рудах, добываемых в Таджистане присутствует висмут, кадмий, медь, германий, индий, галлий, талий, теллур, селен, уран и др.
По запасам сурьмы Таджикистан (10% мировых) занимает 2-е место среди стран мира (после Китая). По общим запасам сурьмяных руд, разведанным на 1999 г. Таджикистан занимал 4-е место в Азии (после Китая, России и Таиланда).
Таджикистан также богат месторождениями драгоценных камней, урана (по некоторым данным 16 % мировых запасов), золота, угля, алюминиевыми и полиметаллическими рудами.
В начале XXI в. в Таджикистане добывают бурый уголь, нефть, природный газ, олово, молибден и ртуть.
Удельный вес горной промышленности в общем объеме промышленного производства государства составляет 6-7 % (2000). Созданы и действуют горнорудная, металлургическая, химическая, топливная, энергетическая, строительная, ювелирная и другие отрасли промышленности республики.
Основу горнодобывающей и перерабатывающей промышленности Таджикистана составляют Тарорский золоторудный, Адрасманский свинцово-цинковый, Анзобский сурьмяно-ртутный и Такобский плавико-шпатовый комбинаты, Исфаринское и Чкаловское предприятия, Таджикский алюминиевый завод, Яванский электрохимический и Душанбинский цементно-шиферный комбинаты, Восейский и Шайдонский солезаводы, ряд угледобывающих предприятий и предприятий строительной индустрии. На севере страны готовят к разработке месторождение ртути—сурьмы—золота и др. руд в п. Скальное.
Подготовку кадров для горной промышленности Таджикистана осуществляет геологический факультет Таджикский национальный университет (ныне Таджикский национальный университет в Душанбе).

## Источник
- Белецкий, Владимир Стефанович, Гайко Г. І. Хронологія гірництва в країнах світу. — Донецьк: Донецьке відділення НТШ, «Редакція гірничої енциклопедії», УКЦентр, 2006. — 224 с.  (укр.)
- Белецкий, Владимир Стефанович. Хронологія гірництва в країнах світу. Издательство: Донецьке відділення Наукового товариства ім.Шевченка, Редакція гірничої енциклопедії, Український Культурологічний Центр, 2006 г.ISBN 966-7710-24-6  (укр.)